# Pliščyn
Ozero Plisjtjin (ryska: Озеро Плищин) är en sjö i Belarus.   Den ligger i voblasten Homels voblast, i den centrala delen av landet, 200 km söder om huvudstaden Minsk. Ozero Plisjtjin ligger 123 meter över havet.
I omgivningarna runt Ozero Plisjtjin växer i huvudsak blandskog. Runt Ozero Plisjtjin är det glesbefolkat, med 16 invånare per kvadratkilometer.